# Tinnea gracilis
Tinnea gracilis là một loài thực vật có hoa trong họ Hoa môi. Loài này được Garcke miêu tả khoa học đầu tiên năm 1895.